# Мідвей (Північна Кароліна)
Мідвей (англ. Midway) — місто (англ. town) в США, в окрузі Девідсон штату Північна Кароліна. Населення — 4742 особи (2020).

## Географія
Мідвей розташований за координатами 35°58′30″ пн. ш. 80°13′12″ зх. д. / 35.97500° пн. ш. 80.22000° зх. д. (35.974964, -80.219958).  За даними Бюро перепису населення США в 2010 році місто мало площу 19,86 км², уся площа — суходіл.

## Демографія
Згідно з переписом 2010 року, у місті мешкало 4679 осіб у 1863 домогосподарствах у складі 1395 родин. Густота населення становила 236 осіб/км².  Було 1963 помешкання (99/км²).
Расовий склад населення:
| - 88,2 % — білих - 8,2 % — чорних або афроамериканців - 0,5 % — азіатів - 0,4 % — корінних американців - 0,1 % — вихідців з тихоокеанських островів - 1,7 % — осіб інших рас |

До двох чи більше рас належало 0,9 %. Частка іспаномовних становила 3,5 % від усіх жителів.
За віковим діапазоном населення розподілялося таким чином: 21,9 % — особи молодші 18 років, 62,0 % — особи у віці 18—64 років, 16,1 % — особи у віці 65 років та старші. Медіана віку мешканця становила 42,5 року. На 100 осіб жіночої статі у місті припадало 97,5 чоловіків;  на 100 жінок у віці від 18 років та старших — 94,6 чоловіків також старших 18 років.
Середній дохід на одне домашнє господарство  становив 64 984 долари США (медіана — 56 863), а середній дохід на одну сім'ю — 74 979 доларів (медіана — 70 169). Медіана доходів становила 55 116 доларів для чоловіків та 37 375 доларів для жінок. За межею бідності перебувало 10,2 % осіб, у тому числі 20,2 % дітей у віці до 18 років та 5,7 % осіб у віці 65 років та старших.
Цивільне працевлаштоване населення становило 2090 осіб. Основні галузі зайнятості: освіта, охорона здоров'я та соціальна допомога — 25,8 %, роздрібна торгівля — 13,2 %, науковці, спеціалісти, менеджери — 11,3 %.